# Moonmist
Moonmist es un videojuego de ordenador de ficción interactiva escrito por Stu Galley y Jim Lawrence  y publicado por Infocom en 1986. El juego fue lanzado simultáneamente para Amiga, Amstrad CPC, Apple II, familia Atari de 8 bits, Atari ST, Commodore 64, MS-DOS, TRS-80, TI-99/4A y Macintosh. Es el vigésimo segundo juego de Infocom. Moonmist fue relanzado en la compilación de Infocom de 1995 The Mystery Collection, así como en la compilación de 1996 Classic Text Adventure Masterpieces.
Jim Lawrence, uno de los coautores del videojuego, ejerció como escritor fantasma en la serie Nancy Drew y Hardy Boys. Galley y Lawrence coescribieron previamente Seastalker para Infocom.
Moonmist es considerado el primer videojuego del mundo anglosajón que presentó un personaje lésbico.

## Trama
El personaje principal es una joven detective a la que su amiga Tamara Lynd le pide que investigue su nuevo hogar, el Castillo Tresyllian, en Cornualles, Inglaterra. Tamara es la reciente prometida del señor del castillo, Jack Tresyllian, que vivía allí felizmente hasta que empezó a ver lo que parecía ser La Dama Blanca, un fantasma que supuestamente ha perseguido el castillo durante siglos. Como si ver un fantasma no fuera lo suficientemente estresante, también ha comenzado a temer por su vida.

## Jugabilidad
El juego se divide en varias misiones dependiendo de la respuesta del jugador a la pregunta «¿cuál es tu color favorito?». Como tal, el juego contiene misiones verdes (las de menor dificultad), azules, rojas y amarillas (las más difíciles), cada una con un criminal y un tesoro separados para localizar. La interacción se realiza a través de comandos de texto estándar propios del género.
El juego debe completarse antes de las 5:59 de la mañana del día siguiente (en la hora del juego) o terminará sin resolución. También es posible morir en algunos casos raros, aunque se centra más en los aspectos de exploración y de deducción.

## Publicación
El paquete Moonmist incluía los siguientes elementos:
1. Un libro, Los fantasmas legendarios de Cornualles, escrito por Lady Lisbeth Norris, que incluye una página dedicada a «La Dama Blanca del Castillo de Tresylian». El libro tiene un sello que indica que fue retirado de la biblioteca de Festeron Town, la ciudad donde se ambientó Wishbringer.
2. Dos cartas de Tamara Lynd al jugador: una explicando el compromiso de Tamara con Lord Jack Tresyllian y su traslado al castillo, y otra rogándole al jugador que investigue a la «Dama Blanca».
3. Un logotipo termoadhesivo del título del juego.
4. Una guía para visitantes del Castillo de Tresylian, un folleto de tipo turístico que proporciona una historia y mapas aproximados.

El libro de pistas oficial de Moonmist, que se podía adquirir por correo y no se incluía con el juego, está impreso con tinta invisible.

## Recepción
COMPUTE! escribió respecto a Moonmist que el videojuego constituye una buena forma de introducirse a las aventuras de Infocom para los recién llegados, y un ejemplo para los veteranos de cómo su narración había mejorado con respecto a los juegos más antiguos. Sin embargo, Atari User expresó su decepción por la falta de profundidad y originalidad del juego. Si bien reconoció que Moonmist «se había hecho deliberadamente más simple que la versión habitual de productos de Infocom», señaló que su anterior publicación, Wishbringer, «también era una aventura para principiantes pero [...] ofrecía mucha más variedad, entretenimiento, humor y desafío».
Macworld revisó la versión para Macintosh de Moonmist, calificándola de «un excelente [ejemplo] de ficción interactiva basada en texto». Macworld elogió la jugabilidad y afirmó que «Moonmist logra emular las clásicas novelas de misterio juveniles. Sus acertijos y desafíos son inventivos y divertidos, y complementan la historia sin requerir saltos avanzados de lógica... hay cuatro variaciones de Moonmist, cada una lo suficientemente diferente como para que cada comienzo siga resultando agradable». Macworld también describió positivamente el aspecto gráfico: «Moonmist presenta excelentes dibujos con pluma y tinta que recuerdan a una novela ilustrada antigua», y concluyó que la ambientación de Moonmist contribuye de forma muy conseguida a generar una atmósfera gótica dentro del juego. Sin embargo, criticó la imposibilidad de retroceder al texto visto anteriormente, afirmando que, como resultado, esto implica tener que tomar notas.

## Legado
En 1992, unos seis años después del Moonmist original, la empresa japonesa de desarrollo de software SystemSoft desarrolló y publicó una nueva versión del juego para NEC PC-9801, titulada Moonmist: Shiroki Kifujin no Nazo (MoonMist ～白き貴夫人の謎～ MūnMisuto ～Shiroki Kifujin no Nazo～?, lit. "Moonmist: The Mystery of the Noble White Lady").